# Spor o ostrov Tuzla
Spor o ostrov Tuzla je rusko-ukrajinský konflikt z konce roku 2003, kdy Rusko zpochybnilo příslušnost ostrova Tuzla k Ukrajině a zahájilo výstavbu přehrady v Kerčském průlivu od ruského pobřeží k ostrovu. Podle některých analytiků měla stavba přehrady vyvinout tlak na Ukrajinu s cílem vyřešit status Kerčského průlivu a Azovského moře a celý spor byl v podstatě testovací fází války s Ukrajinou. Podle Ukrajiny byla stavba hráze narušením její územní svrchovanosti.
Problém nebyla ani tak otázka státní příslušnosti ostrova, kterou nezpochybňovala ani ruská média, ale spíše skutečnost, že díky tomu byl plavební kanál z Černého do Azovského moře v tomto místě zcela ve výsostných vodách Ukrajiny, což jí dávalo možnost účtovat poplatky za průjezd ruským lodím. Rusko naopak nemělo možnost zabránit plavbě válečných lodí NATO do Azovského moře. Dalším důvodem  předpokládaná naleziště ropy v oblasti.

## Pozadí
Tuzla je písečný ostrov poblíž Kerčského poloostrova (součást Krymu) přibližně uprostřed průlivu spojujícího Azovské a Černé moře. Původně šlo o písečnou kosu, která vybíhala z Tamaňského poloostrova spadajícího do Kubáňského kraje v Ruské federaci. Silnou bouří v roce 1925 bylo spojení s pevninou přerušeno. V lednu 1941 byl ostrov převeden do Krymské autonomní socialistické sovětské republiky a v roce 1954 zároveň s Krymem do Ukrajinské sovětské socialistické republiky. Ostrov Tuzla se dostal pod kontrolu krátce nezávislé Krymské republiky (1992–1995) před připojením Krymu k Ukrajině v roce 1995.
28. ledna 2003 byla dohodou stanovena pozemní státní hranice mezi Ukrajinou a Ruskem, ale ruská strana odmítla jednat o stanovení hranice na moři. Ukrajina stanovila svou hranici 12 námořních mil od pobřeží v Černém i Azovském moři v souladu s mezinárodním námořním právem.

## Průběh konfliktu

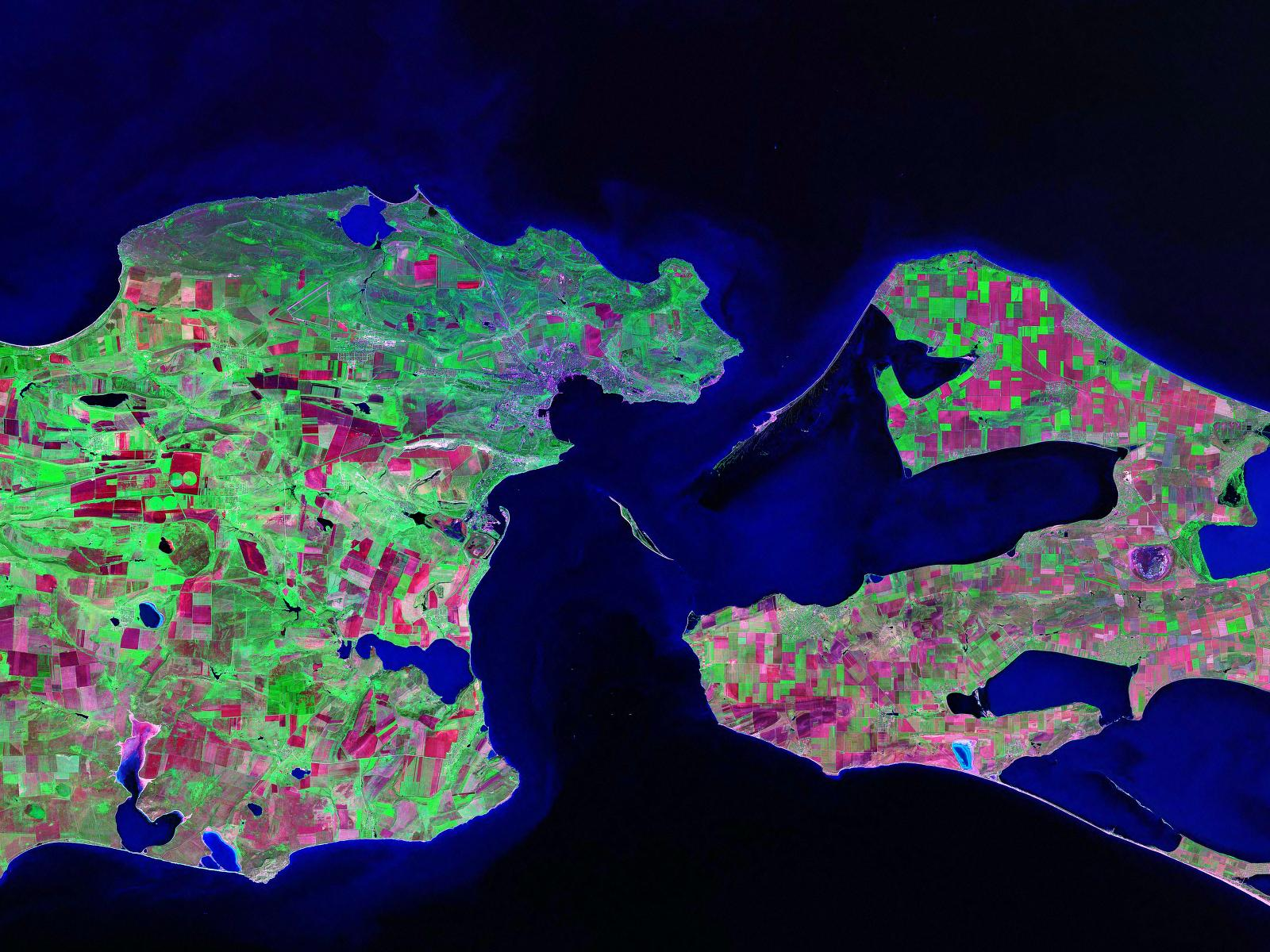
Kerčský průliv před stavbou přehrady

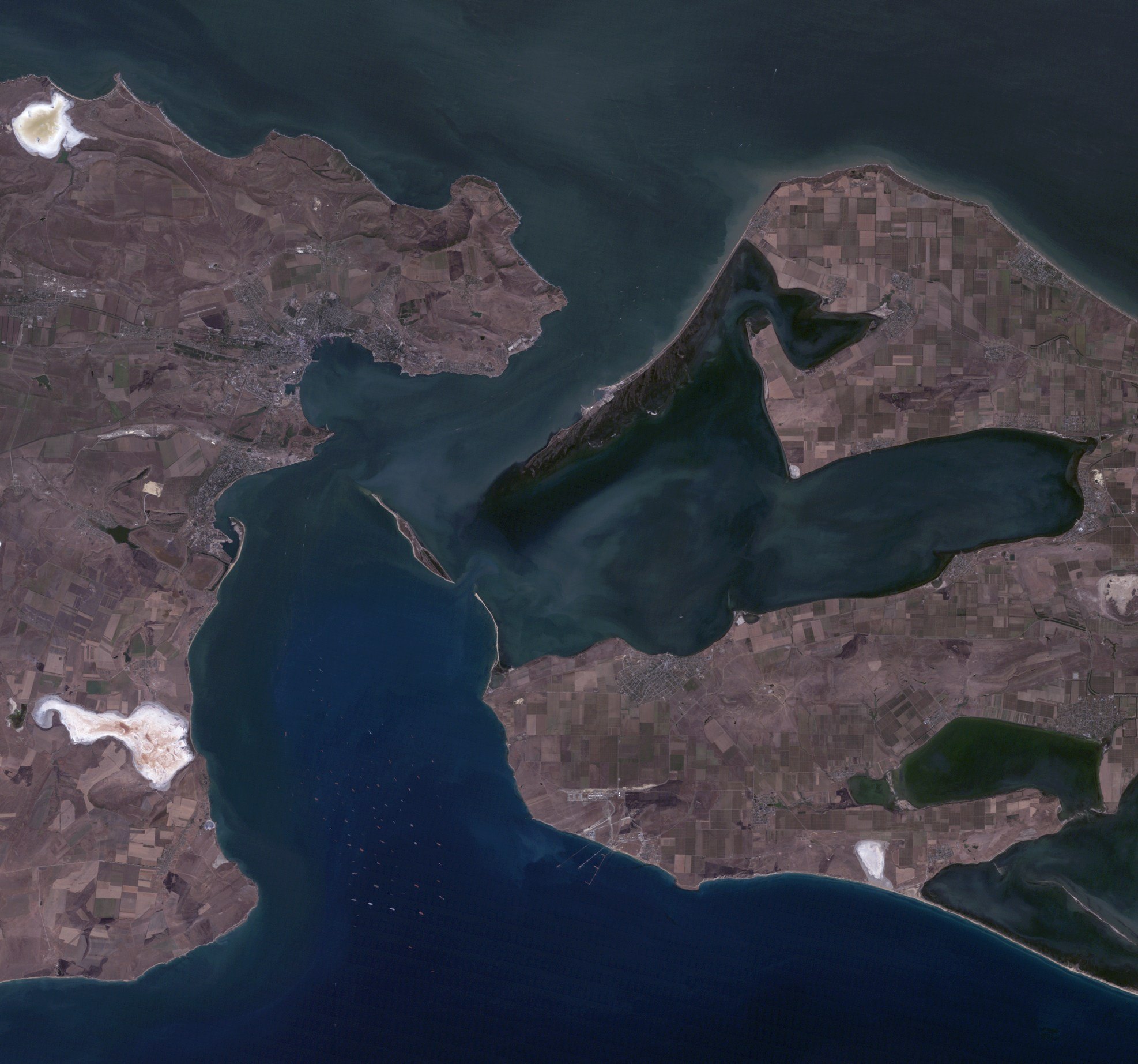
Kerčský průliv po výstavbě přehrady

Otázku, zda ostrov patří do Krasnodarského kraje nadhodil již v roce 1997 Alexander Travnikov v knize „Kosa Tuzla: převedené území“.
29. září 2003 úřady Krasnodarského kraje (gubernátor Alexander Tkačev) zahájily stavbu hráze od poloostrova Tamaň směrem k ostrovu Tuzla, údajně s cílem zabránit erozi pobřeží poloostrova Tamaň a kosy. Stavba přehrady však způsobila erozi značné části ostrova Tuzla.
Dne 23. října 2003 byla po dohodě prezidentů Putina a Kučmy stavba hráze zastavena 102 m od čáry státní hranice. V roce 2022 prezident Kučma připustil, že v případě překročení ukrajinské hranice měla pohraniční stráž a armáda jeho přímý rozkaz zahájit palbu.
V prosinci 2003 prezidenti Putin a Kučma podepsali „Dohodu o spolupráci při využívání Azovského moře a Kerčského průlivu“, podle níž měla být dořešena i otázka určení rusko-ukrajinské námořní hranice a režimu Azovského moře a Kerčského průlivu. K tomu však nikdy nedošlo.
V návaznosti na konzultace mezi Ukrajinou a Ruskem, které se konaly ve dnech 12. až 13. července 2005, tisková služba ukrajinského ministerstva zahraničí oznámila, že Rusko přiznalo Ukrajině vlastnictví ostrova Tuzla a „vod kolem něj“. Naopak odbor informací a tisku Ministerstva zahraničních věcí Ruské federace v reakci na takovou informaci uvedl, že „právní status ostrova Tuzla zůstává nevyřešen“.
Dne 12. července 2012 podepsali prezidenti Ukrajiny a Ruska, Janukovyč a Putin v Jaltě společné prohlášení o budoucím vymezení námořní hranice mezi Ruskou federací a Ukrajinou. Rusko přiznalo Ukrajině vlastnictví ostrova výměnou za "právo klíče" pro průjezd lodí Kerčským průlivem (právo blokovat průjezd lodím třetích zemí). Podle jiných médií pouze zdrloj z ruské delegace řekl RIA Novosti, že Rusko je přuipraveno postoupit ostrov Tuzla, pokud mu zůstane zachováno „právo klíče“. Zároveň však Ukrajina upozornila, že za celou dobu jednání o demarkaci hranic od roku 1991 nebyla nikdy otázka příslušnosti ostrova Tuzla k Ukrajině zpochybněna, což potvrdila i ruská média.0
29. ledna 2014 potvrdila ukrajinská vláda smlouvu s Ruskem o stavbě mostu přes průliv, která byla podepsána 17. prosince 2013.

## Po anexi Krymu Ruskem
- Dne 21. března 2014 v návaznosti na faktickou anexi Krymu Rusko jednostranně vyhlásilo své územní právo na Kerčský průliv i ostrov Tuzla.[15]
- V červnu 2014 Rusko rozhodlo postavit most přes Kerčský průliv mezi Krasnodarským krajem a Krymem přes ostrov Tuzla.[16]
- 1. října 2014 ukrajinská strana od smlouvy odstoupila.[17]
- V roce 2018 byla zprovozněna dvojice silničních mostů, jeden spojuje hráz postavenou v roce 2003 s Tuzlou, druhý Tuzlu s Krymem. V roce 2019 byl zprovozněn most železniční.[18]